# Acanthodelta mormoides
Acanthodelta mormoides là một loài bướm đêm trong họ Noctuidae.